# Козіївське нафтове родовище
Козіївське нафтове родовище — належить до Талалаївсько-Рибальського нафтогазоносного району Східного нафтогазоносного регіону України.

## Опис
Розташоване в Харківській області на відстані 5 км від м. Краснокутськ.
Знаходиться в центральній частині півн. прибортової зони Дніпровсько-Донецької западини поблизу Охтирського виступу фундаменту.
Підняття виявлене в 1960 р.
Структура являє собою брахіантикліналь північно-західного простягання, ускладнену поперечними та поздовжніми скидами; розміри складки по ізогіпсі -3875 м 3,5х1,0 м, амплітуда 60 м. У 1975 р. з відкладів візейського ярусу в інтервалі 4034-4042 м одержано фонтанний приплив нафти дебітом 118 т/добу через штуцер діаметром 6 мм. Встановлена промислова нафтоносність відкладів серпуховського, візейського, турнейського та фаменського ярусів. 
Поклади пластові, склепінчасті, тектонічно екрановані, рідше — літологічно обмежені. Колектори — пісковики. 
Експлуатується з 1975 р. Режим Покладів пружноводонапірний та водонапірний. Запаси початкові видобувні категорій А+В+С1 — 4162 тис.т нафти; розчиненого газу — 1448 млн. м³. Вміст сірки у нафті 0,25-0,34 мас.%.